# A Pesti Hengermalom Társaság új gőzmalma
A Pesti Hengermalom Társaság új gőzmalma  egy budapesti gőzmalom volt.

## Története
A Pesti Hengermalom Társaság 1841-ben építette fel első gőzmalmát, amely azonban már 1850-ben le is égett.
A társaság csak 17 évvel később, 1867-ben döntött újabb gőzmalom építéséről az eredeti helyén, a Nádor utca – Balaton utca – Honvéd utca – Klotild utca által határolt telken. Az új gőzmalom elődjénél jóval hosszabb ideig, 44 éven át működött. 1911-ben egy tűzvész érte, ezt követően maradványait – városrendezési okokra hivatkozva – elbontották.
A létesítmény iparvágánnyal rendelkezett, amely a Vizafogó vontatóvágányból ágazott ki.